# Augyles andalusiacus
Augyles andalusiacus is een keversoort uit de familie oevergraafkevers (Heteroceridae). De wetenschappelijke naam van de soort is voor het eerst geldig gepubliceerd in 1916 door Breit.